# 三島 (摂津市)
三島（みしま）は、大阪府摂津市にある地名。2025年現在の行政地名は三島一丁目から三島三丁目。

## 地理
摂津市の西部に位置する。北西は南千里丘・東正雀、東は学園町・鶴野、南は北別府町、南東は安威川南町、西は正雀、北は香露園に接する。

### 河川
- 安威川
- 大正川

## 歴史

### 沿革
- 1966年（昭和41年）、摂津市味舌下・正音寺・坪井の各一部より、三島1 - 3丁目成立[5]。

## 世帯数と人口
2025年（令和7年）6月30日現在の世帯数と人口は以下の通りである。
| 丁目       | 世帯数    | 人口    |
| ---------- | --------- | ------- |
| 三島一丁目 | -         | -       |
| 三島二丁目 | 720世帯   | 1,509人 |
| 三島三丁目 | 1,002世帯 | 2,232人 |
| 計         | 1,722世帯 | 3,741人 |

### 人口の変遷
国勢調査による人口の推移。
| 1995年（平成7年）  | 2,544人 | [ 6 ]  |  |
| 2000年（平成12年） | 2,631人 | [ 7 ]  |  |
| 2005年（平成17年） | 3,132人 | [ 8 ]  |  |
| 2010年（平成22年） | 3,127人 | [ 9 ]  |  |
| 2015年（平成27年） | 3,246人 | [ 10 ] |  |
| 2020年（令和2年）  | 3,655人 | [ 11 ] |  |

### 世帯数の変遷
国勢調査による世帯数の推移。
| 1995年（平成7年）  | 902世帯   | [ 6 ]  |  |
| 2000年（平成12年） | 992世帯   | [ 7 ]  |  |
| 2005年（平成17年） | 1,201世帯 | [ 8 ]  |  |
| 2010年（平成22年） | 1,229世帯 | [ 9 ]  |  |
| 2015年（平成27年） | 1,363世帯 | [ 10 ] |  |
| 2020年（令和2年）  | 1,585世帯 | [ 11 ] |  |

## 学区
市立小・中学校に通う場合、学区は以下の通りとなる。
| 丁目       | 番/番地等 | 小学校             | 中学校             |
| ---------- | --------- | ------------------ | ------------------ |
| 三島一丁目 | 全域      | 摂津市立味舌小学校 | 摂津市立第一中学校 |
| 三島二丁目 | 全域      | 摂津市立味舌小学校 | 摂津市立第一中学校 |
| 三島三丁目 | 一部      | 摂津市立味舌小学校 | 摂津市立第一中学校 |
| 三島三丁目 | 一部      | 摂津市立摂津小学校 | 摂津市立第一中学校 |

## 事業所
2021年（令和3年）現在の経済センサス調査による事業所数と従業員数は以下の通りである。
| 丁目       | 事業所数  | 従業員数 |
| ---------- | --------- | -------- |
| 三島一丁目 | 14事業所  | 837人    |
| 三島二丁目 | 31事業所  | 627人    |
| 三島三丁目 | 57事業所  | 637人    |
| 計         | 102事業所 | 2,101人  |

## 交通

### バス
2025年5月現在
- 摂津市内循環バス[14][15]
温水プール前 - 摂津市役所前（ポリテクセンター前） - 摂津市役所前（シオノギ前） - 味舌下 - 摂津警察署前
- 公共施設巡回バス・セッピィ号[16]
摂津市役所玄関前
- 阪急バス[17]
摂津市役所前 - 味舌下 - 摂津警察署前

### 道路
- 近畿自動車道
- 大阪府道2号大阪中央環状線
- 大阪府道14号大阪高槻京都線

## 施設
- 摂津市役所
- 摂津市消防本部・摂津市消防署
- 星翔高等学校
- 摂津市立味舌小学校
- 摂津市立摂津小学校
- 味舌天満宮

## 郵便
- 郵便番号：566-0022[3]（集配局：摂津郵便局[18]）。

## ギャラリー

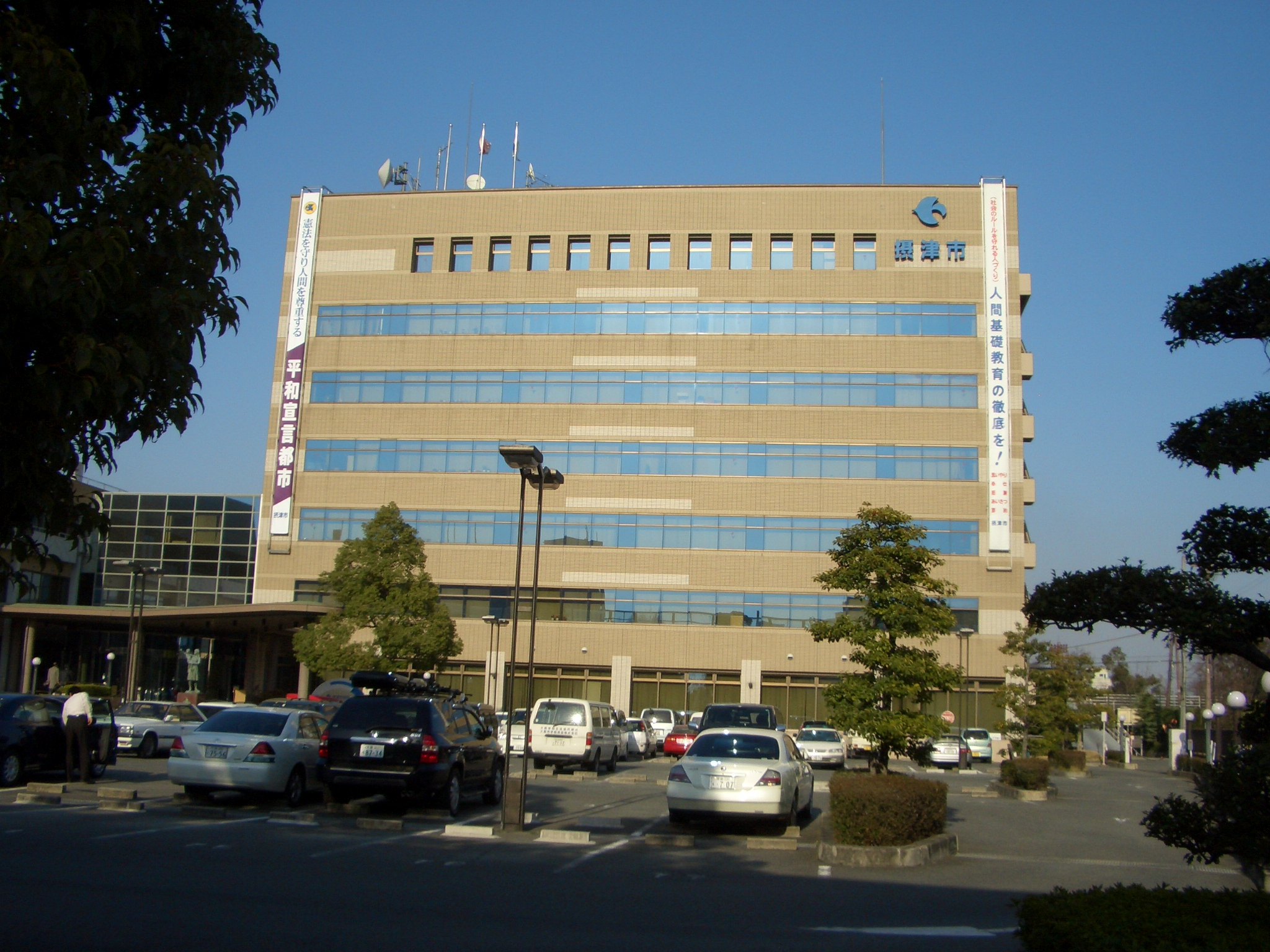
摂津市役所
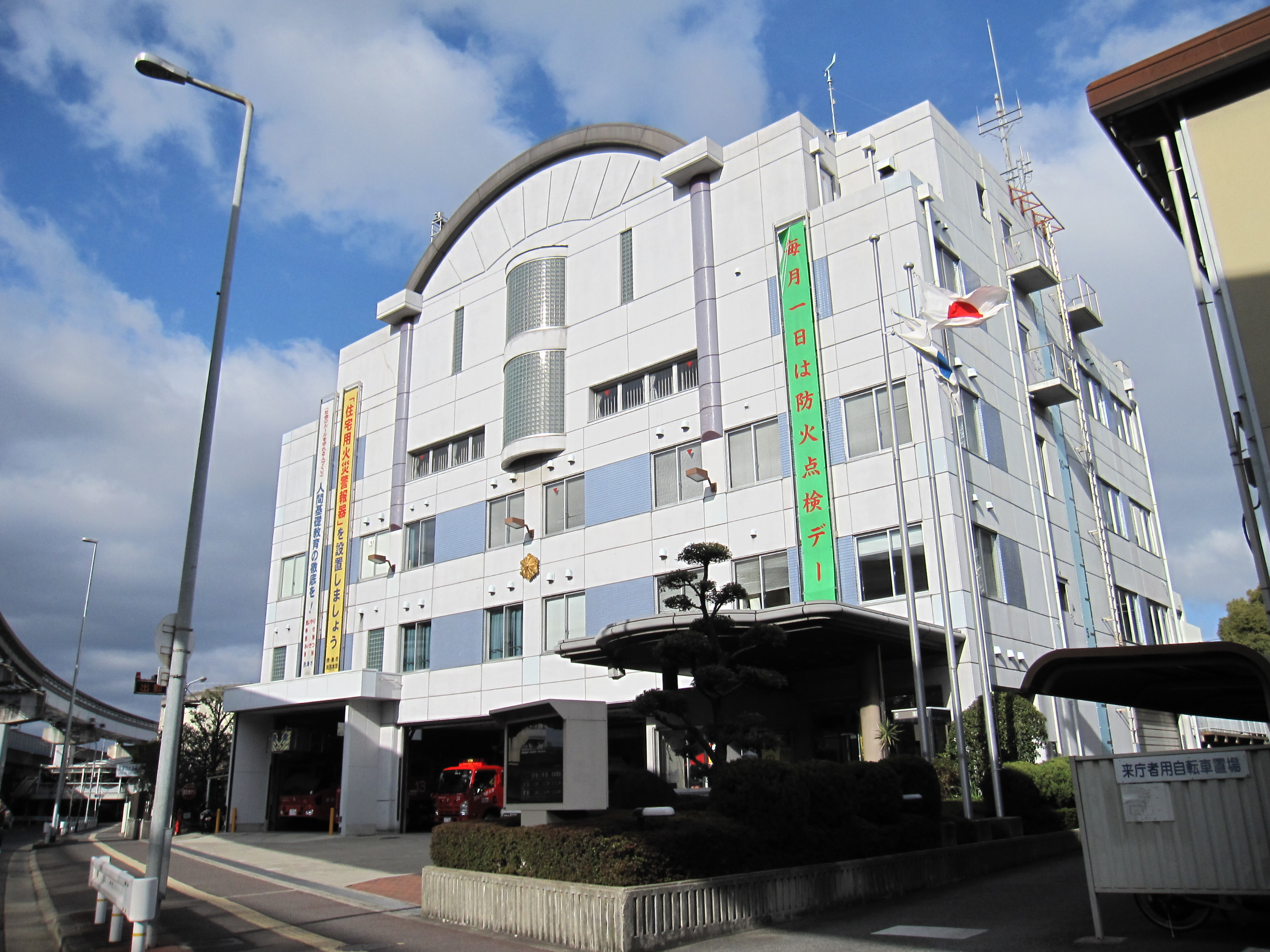
摂津市消防本部
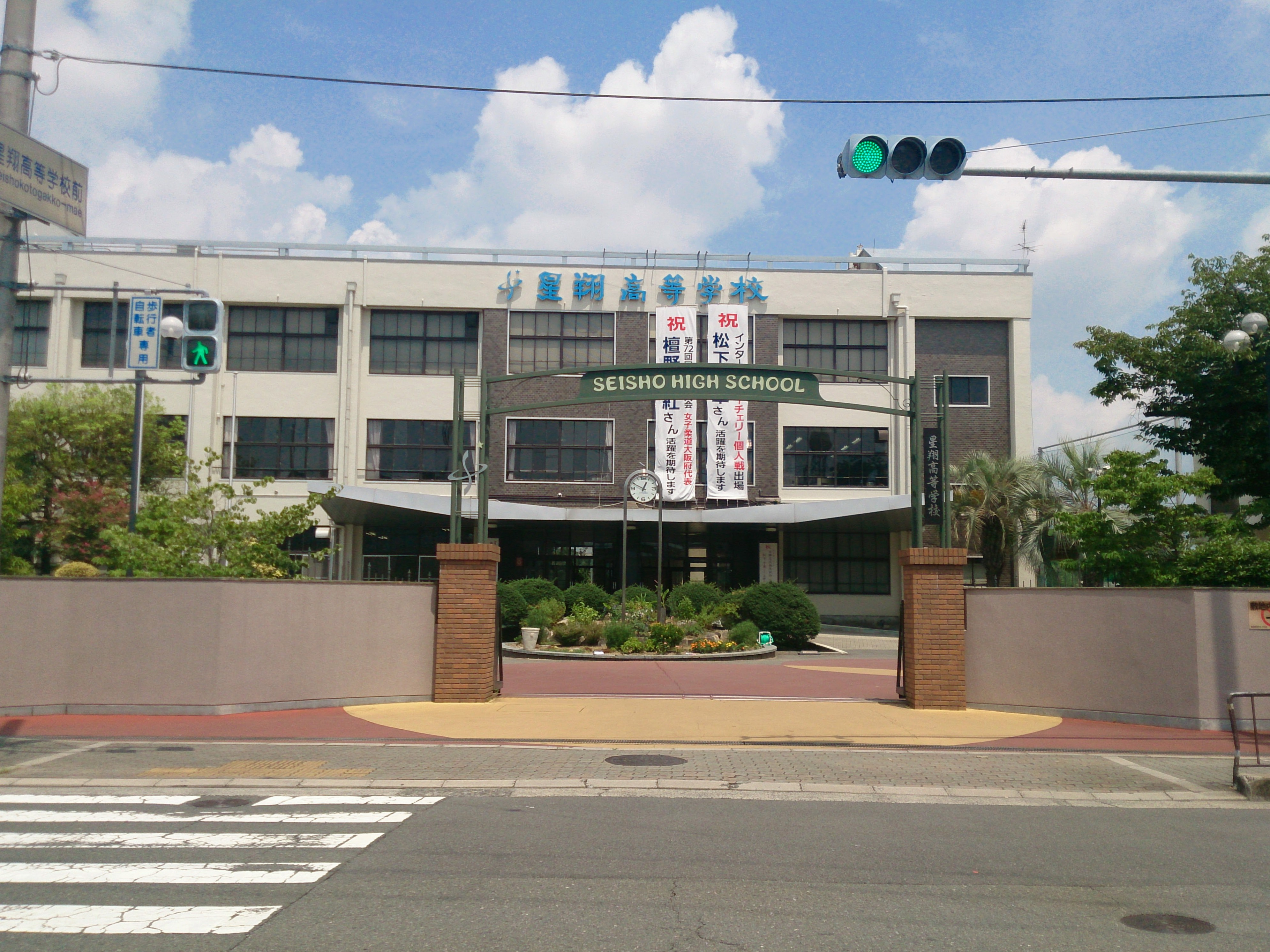
星翔高等学校
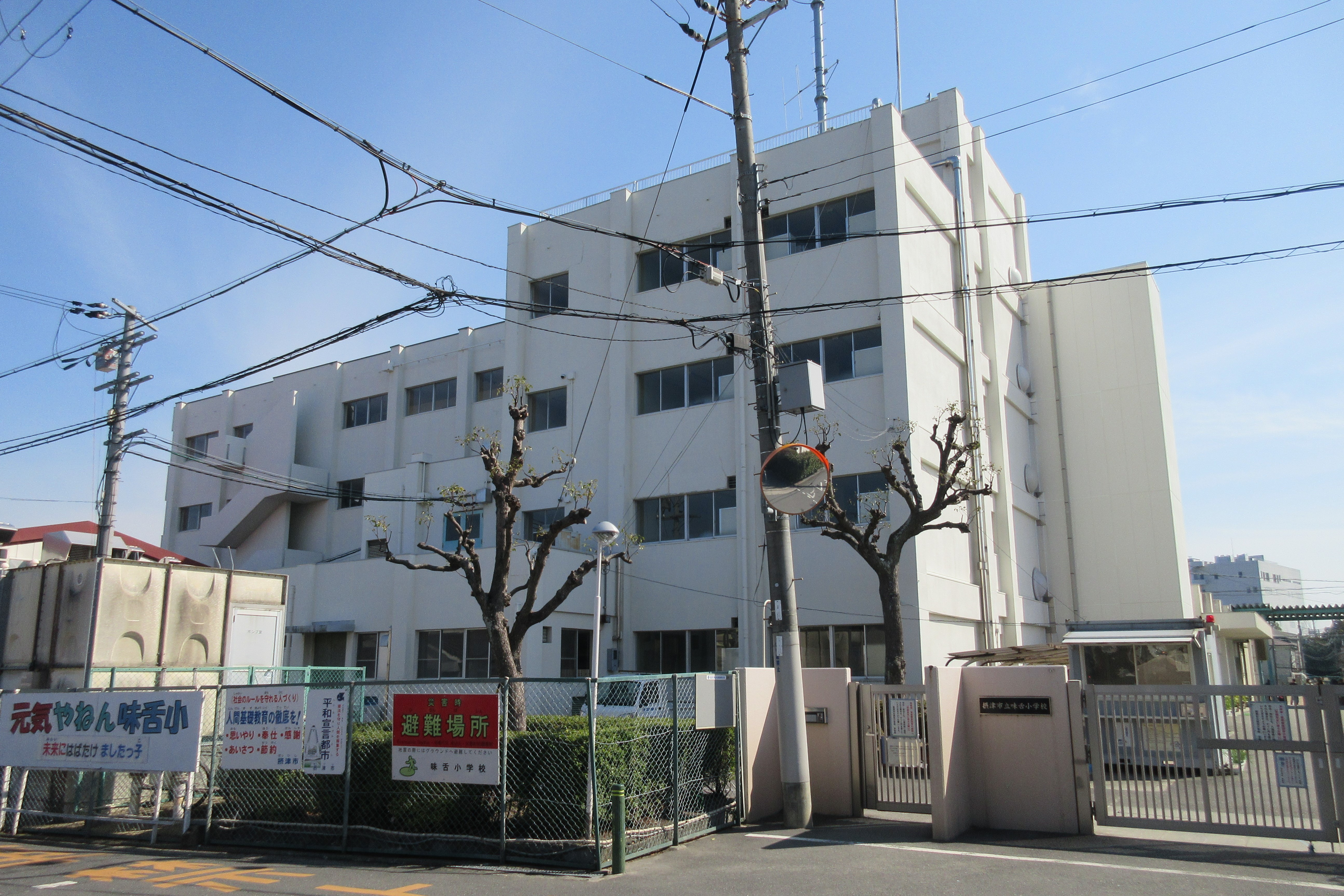
摂津市立味舌小学校
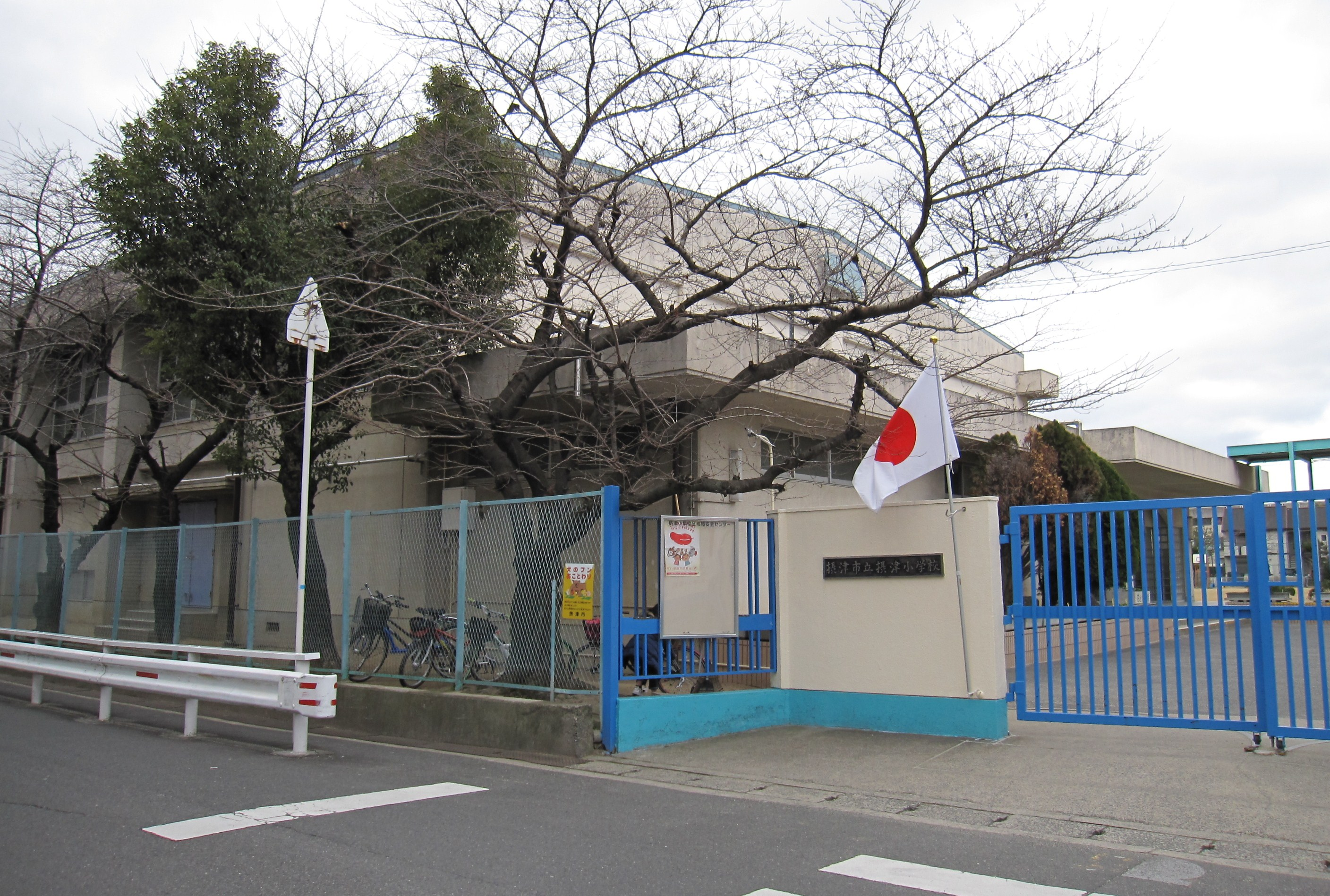
摂津市立摂津小学校
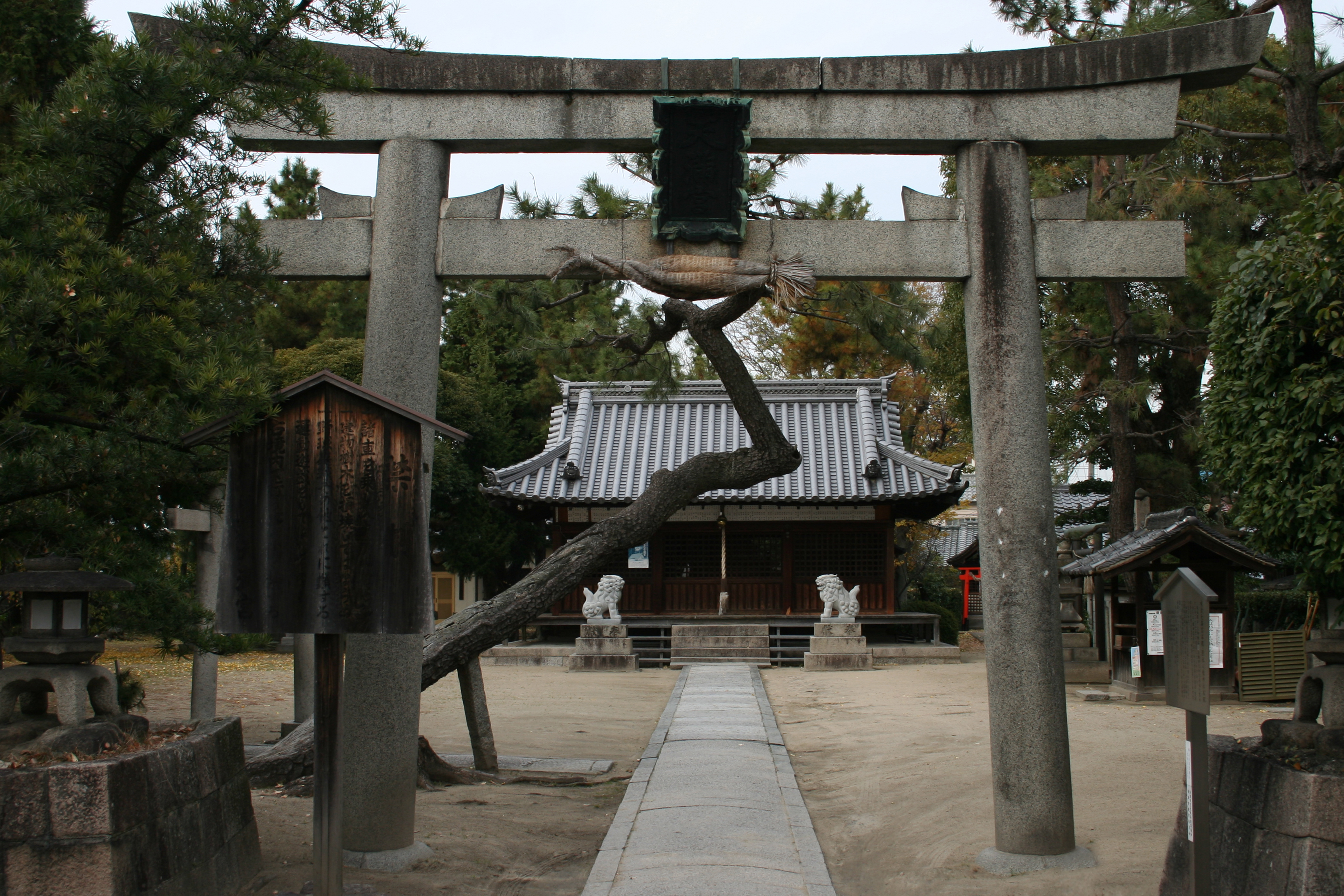
味舌天満宮